# Cattedrale di San Giacomo (Riga)
La cattedrale di San Giacomo (in lettone: Svētā Jēkaba katedrāle) è la chiesa cattedrale dell'arcidiocesi di Riga, si trova nella città di Riga, in Lettonia.

## Storia e descrizione
La chiesa è stata consacrata nel 1225. In origine non era una cattedrale, funzione al tempo svolta dall'attuale cattedrale luterana della città. All'inizio del XV secolo è stata costruita la cappella della Santa Croce e parte della chiesa è stata trasformata in basilica.
Nel 1522, durante la riforma protestante, l'edificio divenne la seconda chiesa luterana di lingua tedesca di Riga. Nel 1523 divenne la prima chiesa luterana di lingua lettone.
Nel 1582 è stata affidata ai gesuiti come parte della Controriforma, quando Stefano I Báthory della confederazione polacco-lituana ottenne il controllo della città. Nel 1621 è stata nuovamente data ai luterani dopo che Gustavo II Adolfo di Svezia occupò Riga. In tempi diversi si serviva come lingua svedese, lingua tedesca, o una chiesa luterana lingua estone. Nel 1812 è stata utilizzata come magazzino alimentare dalle truppe napoleoniche.
A seguito del mancato raggiungimento del quorum nel referendum nazionale del 1923 l'edificio è stato restituito ai cattolici come cattedrale, essendo ormai il duomo di Riga una cattedrale evangelica luterana.
Nel luglio 1922 San Giacomo era diventata la seconda cattedrale luterana di Riga in quanto vi era stato consacrato il primo vescovo luterano di lingua lettone (la vecchia cattedrale era del vescovo luterano di lingua tedesca da secoli), in seguito alla cessione ai cattolici i due vescovi luterani furono costretti a condividere la vecchia cattedrale che fu poi parzialmente concessa anche ai cattolici.